# ぱろぱろエブリデイ
『ぱろぱろエブリデイ 〜面白くてBomb!〜』（ぱろぱろエブリデイ おもしろくてボム）は、1981年10月5日から1983年4月1日まで中部日本放送（CBC）で放送されたローカルバラエティ番組。通称「ぱろぱろ」。正式なタイトルは「ろ」にも半濁点が付く。

## 概要
この番組は、CBC会館1階の通称「フロントスタジオ」から生放送されていた。これは、日本テレビのマイスタジオと同種のガラス張りのスタジオで、外から本番中のスタジオ内の様子が見えていた。そのため、放送前や放送中のスタジオ周りには多くの人が集まっていた。この施設は、1998年にCBC放送センターが完成してからはスタジオとしては機能していない。
放送時間は、当初は毎週月曜日 - 金曜日 17:10 - 17:55 (JST) だったが、後に終了時刻が17:45に変更された。

## 出演者

### 司会
- 久野誠（当時CBCアナウンサー）：月曜・水曜・金曜
- 野口小太郎：火曜・木曜・金曜

### アシスタント
地元の女子高生がアシスタントとして出演していた。
- 澤木祐美（おとぼけ♥ゆみ） : 月曜
- 小出広美 : 火曜
- 木村加寿代 : 金曜（番組終盤に出演）

### コーナー出演者
- 九十九一
- ダイ助（チンパンジー）
- 木ノ葉のこ
- 旭堂南北
- 白木章子
- 山本洋三
- つボイノリオ
- グレート高原（アラジン）
- 他

## 主なコーナー
ちょっとニュース → もちょっとニュース
どうでもいいような話題を、実際のニュースのように真面目に伝える番組冒頭のコーナー。

ぱろぱろベストテン
男性・女性別に人気タレントのブロマイド売り上げベストテンを発表する金曜の看板コーナー。「ベストテン」のロゴは『ザ・ベストテン』（TBS）のものをそのまま流用していた。また、オープニングファンファーレには『西部警察』（テレビ朝日）メインテーマの冒頭部が用いられていた。
ドラマ・少女伝説
火曜日アシスタントの小出広美を主人公としたミニドラマ。「数学なんて大嫌い」など数シリーズあり。主題歌は、小出自身のアカペラによる童謡『赤い靴』。
ケラケラ4分半
『巨泉×前武ゲバゲバ90分!』（日本テレビ）のパロディで、この番組レギュラー出演者が演じるショートコントを矢継ぎ早に流すコーナー。アイキャッチにはポリグラフの波形を用いていた。『ドラえもん映画作品』を鑑賞した観客を題材としたコントでは、BGMに『ドラえもん』の主題歌が使われていた。
ゆけ!ゆけ!未青年!!
応募してきた視聴者が順番に一発芸を披露していく。出来に関係なく顔面にパイを投げられたら終了。コーナーの最後に、参加者の中からつまらなかった2組が手錠をかけられて再登場し、ジャンケンをして負けた方が水を浴びせられる。中には「ヤマサのちくわ」を「赤福餅」のCMソングの替え歌でPRする中学生が登場し、物議を醸したことも。
さすらいのドッチャー
番組に応募してきた視聴者チームがドッヂボールで対戦。片方のチームが残り一人になったところで「出て来い!! 出て来い!! 出て来い!! ドッチャー!!」と実況の久野が叫ぶと、ドッチャーなる少年が登場し、負けそうなチームに助っ人として加わる。ただし、ドッチャーが加勢したからといって必ずしもそのチームが勝つとはかぎらない。試合終了後、その場を去ろうとするドッチャーに久野が「待ってください。あなたのお名前は?」と訊ねると、ドッチャーは「さすらいのドッチャーです!!」とだけ答え走り去る、というやり取りが恒例であった。久野の大袈裟な必殺技を連呼した実況も相俟って人気コーナーとなった。なお、オープニングテーマは特撮番組『マイティジャック』の主題歌。
ザ・オジン
叶玄太夫（かのう・げんだゆう）
山本洋三扮する「叶玄太夫」が、視聴者の願いを叶えるコーナー。河合奈保子や柏原芳恵などといった当時の女性アイドルとデートができるという企画も行われ、その際には応募者が殺到した。また、「お金が欲しい」という身も蓋もない願いも多数あったという（後に「誰だってお金は欲しいから」という理由から、コーナーの応募要領には「『お金がほしい』はやめます」という一項が加わった）。
ドラは本当に優勝する!
近藤“中日”と藤田“巨人”が熾烈な覇権を争っていた1982年のペナントレース終盤に急遽組まれた、中日ファンの久野がメインのコーナー。なお、この年は中日が最終130試合目で8年ぶりのリーグ優勝を果たしたため、これが翌年に久野が初代司会を担当し、現在も放送されている『サンデードラゴンズ』の放送開始に繋がった、とも言われている。
とまどいのタコヤキ
来たぞ!ラジオハリケーン
CBCラジオの深夜番組『今夜もシャララ』のパーソナリティ（月：つボイノリオ、火：水谷ミミ、水：小堀勝啓、木：伊藤秀志、金：冨田和音）が、担当曜日に出演するミニコーナー（主に番組告知）。
- 月曜のつボイノリオは、「カギっ子展」なるコーナーを担当。これは当時同局で放送されていた番組『ちびっ子展』のパロディで、本家の絵画に対しこちらは書道展だったが、お手本および応募作品は書道展らしからぬネタばかりだった。
- 水曜の小堀勝啓は、リスナーから寄せられたハガキをもとに、いろいろな食べ物を混ぜ合わせた気持ちの悪そうなモノを後輩である久野に食べさせていた。
- 木曜の伊藤秀志は、ギター片手に登場し、即興で歌を作るコーナーを担当。一時期なぜか仮面を付けて出演していたこともある。
- 金曜の冨田和音は、とにかく何かいろいろとしゃべろうとするが、しゃべり終わらないうちに時間切れになってしまうのがお約束となっていた。

九十九一の遊び指南
VTR収録。九十九一とチンパンジーのダイ助（ダイちゃん）が、いろいろな子供の遊びを紹介するコーナー。
のこののこのこTOKYO
VTR収録。木ノ葉のこが、東京のおもしろスポットなどを紹介。当時『ザ・ベストテン』の生放送が行われていたTBSテレビのGスタジオ（旧局舎）が紹介されたこともある。
つボイ・ダイ助の刑事ねコロンビ
VTR収録。「九十九一の遊び指南」の後継コーナー。つボイノリオとダイ助によるミニ刑事ドラマで、『刑事コロンボ』のパロディ。東京進出前の笑福亭笑瓶も犯人役で出演していた。
つボイ・ダイ助のスポーツ教室
VTR収録。前述「つボイ・ダイ助の刑事ねコロンビ」の後継コーナーで、つボイとダイ助が木俣達彦などといったスポーツ界の第一人者から指導を受けるミニコーナー。オープニングは、当時のCBC・TBS系スポーツテーマ『コバルトの空』。
なぜ?どうして?ふしぎ百科
久野と野口小太郎が一つの題材をテーマにディベートするコーナー。天動説か地動説かを問う「それでも地球は回っているか!?」や、「サルを鍛えれば人間になれるか!?」などが論議された。同コーナーのオープニングにもなぜか『コバルトの空』が用いられた。
Doki-Doki Teens Club!（ドキドキ・ティーンズ・クラブ）
中高生3人ずつのグループが2チームに分かれ、久野の司会で行われていたクイズ・ゲームコーナー。形式は当時放送されていた『ぴったし カン・カン』（TBS）とほぼ同じだが、敗れたチームには「お仕置き」という名の罰ゲームが与えられた。
メディアパンチ!
21世紀に実現されるであろう、文字多重放送や高品位テレビ（当時はこう言われていた）などのニューメディアを紹介するコーナー。後半はコーナーの主題に引っ掛けたゲーム（前述の「ドキドキ - 」を継承したもの）が行われていた。
音楽宝くじ
1982年の年末特別企画。視聴者が往復はがきで「宝くじ希望」と応募、その視聴者が各々CBCが与えた番号によって登録され（視聴者には控として「宝くじ」と化した同番号記載の返信用はがきを返送）、久野の抽選器（番号が書かれた複数のピンポン玉が風圧で踊っているもの）による抽選で選ばれた番号の視聴者に豪華商品（オーディオセット、アイドルのグッズなど）が贈られた。後の『ザ・BINGOスター』（テレビ東京）のルーツとなった企画、とも言われている。
ありがとう星野仙一
1982年の11月ごろから開始｡この年限りで現役を引退した星野に関する視聴者の思い出を書いたハガキを久野が読み上げ紹介するというコーナー。

## 備考
- 番組開始前に、タイトルの「ろ゜」（半濁点の付いた“ろ”）の表記に対して新聞社からクレームが入り、日本語の乱れ云々という議論が起こり話題となった。
- 番組のアイキャッチに「なめ猫」の写真が使われていた。これが後のなめ猫ブームのきっかけと言われている。
- 番組のファンクラブ会員（会員証には“ぱろぱろ鉢巻のなめ猫”が使われた）を募集したところ、2日で4千人を超す申し込みがあり、急遽募集を打ち切った。なめ猫を使った番組特製の記念品にも希望が殺到。夕方5時台は不毛の時間帯といわれた常識を覆す視聴率を叩き出すなど全国から注目された番組であった（元ぱろぱろプロデューサー談）。
- エンディングのスタッフロールは、「プロデューサー：スマイル清」「ディレクター：マッチョ九鬼」といった具合に、同時期に放送が開始された『オレたちひょうきん族』（フジテレビ）における「横澤オジン彪」「三宅デタガリ恵介」等と相似した紹介がされていた。
- 久野が、忌野清志郎のようなメイクと衣装で何度か出演している。男性の局アナウンサーがそのような扮装で番組に出ることは、当時としては珍しいことである。番組中に「僕は本来スポーツアナウンサーなんです」「恥ずかしい」などと何度も連呼していた。
- 多くの俳優・歌手・タレント・アイドル・お笑い芸人がゲスト出演。杏里、真田広之、アルフィーなど生で歌を歌ったゲストもいた。また、現役を引退したばかりの星野仙一（当時中日ドラゴンズ投手）が生出演したこともある。
- 片岡鶴太郎がゲストで出演した後、全国ネットの番組で『ぱろぱろ』をバカにした発言をしたことがあった。逆に『ぱろぱろ』に惚れ込んだのがコント赤信号で、「ぜひレギュラーで出たい」と番組乗っ取りを図ったこと (という企画) もあった（1982年4月2日放送）。
- 中森明菜がゲスト出演した際、その横柄（と思われる）な態度に野口小太郎が立腹し、以後事ある毎に番組内で中森を批判する発言をしていた。野口は、つい最近も名古屋のとある番組で沢尻エリカを度々批判していた。
- この番組が放送されていた当時、にっかつロマンポルノの看板女優だった美保純もブロマイド売上の上位に名を連ねていたが、放送時間帯と視聴者層を考慮したのか「ぱろぱろベストテン」でランクインすることは無かった。しかし、美保同様にっかつ看板女優の寺島まゆみは歌手としてゲスト出演したことがある。
- 1982年の春休み期間中、同時期の改編において半年前に毎日放送で開始されたアニメ『じゃりン子チエ』（高畑勲監督）がゴールデンおよび全国ネット進出するにあたり、この番組の枠内でCBC未ネットの半年分を集中放送したことがある。
- 1982年9月9日放送の『ザ・ベストテン』（TBS）で、女性デュオのあみんが『待つわ』をぱろぱろのスタジオで歌う姿が中継された。これはメンバーの岡村孝子・加藤晴子が共に名古屋の椙山女学園大学在学中だったためである。追っかけマンは、久野の先輩にあたる島津靖雄が勤めた。
- 『ぱろぱろ』は生放送番組であるというその性質上、報道特別番組やプロ野球日本シリーズ中継延長のため休止になることも稀にあった。主な例として、鈴木善幸首相（当時）の退陣表明、ソ連（当時）・ブレジネフ書記長の死去、1982年の日本シリーズ・西武対中日第3・4戦（いずれも西武ライオンズ球場 = 当時）の中継延長など。
- 『探偵!ナイトスクープ』（朝日放送）に、「憧れのドッチャーに会いたい」という依頼があり、ドッチャーの素性とその後が放送された。当時、番組内ではドッチャーの正体は明かされなかったが、名古屋の芸能プロダクションに所属していた学生であった。その後、自衛隊に入隊し北海道に赴任。除隊後はカメラマンとして沖縄や北海道で活動。「さすらいのドッチャー」の言葉のごとく国内をさすらい、現在は北海道で「給食のおじさん」をしていることが判明。番組でドッヂボールのコーナーが再現され、彼は再びドッチャーとして登場した。しかし、放送終了から20年以上が経過していたためか体力の衰えは隠せなかった。また、このコーナー再現に系列外ながら久野も出演し、久々にドッヂボールの実況をした。
- CBCではネットしていなかった『アンドロメロス』の着ぐるみが本番組に出演したことがある。